# Palmerston
|  | Per a altres significats, vegeu «Lord Palmerston». |

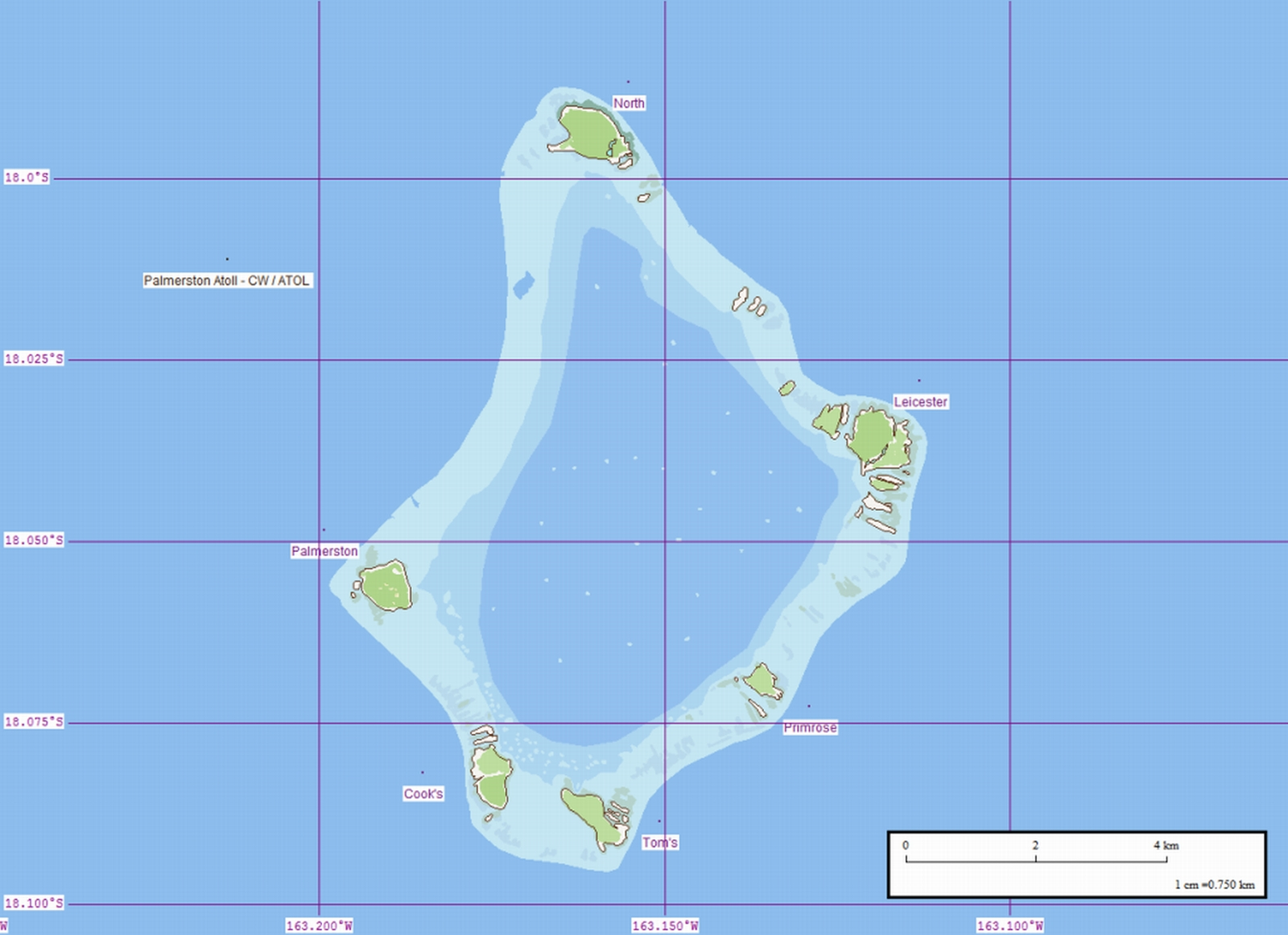
Mapa de l'atol Palmerston

Palmerston (Pamati en transcripció maori) és un atol de les illes Cook. Encara que es considera del grup nord de les Cook, està situat al mig dels dos grups, a 500 km al nord-oest de Rarotonga. Les seves coordenades són: 18° 4′ S, 163° 10′ O / 18.067°S,163.167°O.

## Geografia
L'atol consta de sis illes de sorra: Palmerston o Home Island, North Island, Leicester, Primrose, Tom's i Cook's. L'altitud màxima és a un turó de sorra de 6 m anomenat The Mountain (la Muntanya). La superfície total és de 2,1 km². Al cens del 2001 la població total era de 48 habitants.

## Història

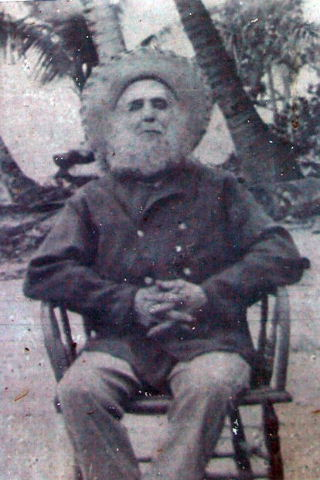
William Masters

Palmerston va ser descobert, el 1774, per l'anglès James Cook que l'anomenà en honor del Primer Lord de l'Almirallat, Lord Palmerston. L'atol era deshabitat, però s'han trobar algunes tombes i eines preeuropees. Era conegut per les illes veïnes amb el nom d'Avarau que significa «dos-cents canals» en referència als canals que travessen l'escull des de l'oceà a la llacuna, encara que pocs d'ells són navegables.
El 1862 s'hi va establir com a agent comercial el fuster William Masters i les seves tres dones maoris de Manuae. Va esdevenir el rei virtual d'una comunitat creixent. Avui la majoria de la població porta el cognom Masters o Marsters, que s'ha estès per emigració a Rarotonga i Nova Zelanda. Com va passar a Pitcairn, els descendents són mestissos britànics i polinesis que tenen com a primera llengua l'anglès, en aquest cas amb accent de Gloucester d'on era originari William Masters.
Tots els habitants viuen a l'illa Palmerston que està dividida en tres zones, una per cada dona de William Masters i els seus descendents. Actualment, el governador de l'atol és un dels nets de Masters.